# Иван I
Иван I Калита или Иван Данилович (на руски: Ива́н I Дани́лович Калита́) е княз на Московското княжество (1325 – 1340) и велик княз на Владимиро-Суздалското княжество (1328 – 1340). Известен със своите управленски умения, които спомагат за постепенно издигане и утвърждаване на Москва като политически и църковен център на руските земи. Наричан е „Собиратель земли русской“. Псевдонимът „калита“ означава кесия и изглежда е получен във връзка със събирането на големи данъци от руските земи за Ордата.

## Произход и ранни години
Иван Калита е четвърти син на московския княз Даниил Александрович и внук на великия княз Александър Невски. Негов брат е великия княз Юрий III. Освен Юрий, изворите съобщават за още петима братя – Александър, Борис, Афанасий, Семьон и Алексей.

Роден е ок. 1288 г., като руския учен Николай Борисов изказва хипотезата, че точната дата на раждането му е 1 октомври. За пръв път е споменат в исторически източник през 1296 г., във връзка с поканата на новгородци към баща му Даниил да заеме княжеския престол. През 1300 г. Калита става кръстник на бъдещия всеруски митрополит Алексей Московски, син на болярина Фьодор Бяконт. След смъртта на баща му през 1303 г. участва на княжеския събор, на който на брат му Юрий е признато владеенето на Переславъл Залески. На следващата година Калита е поставен за управител на Переславъл и успява да разбие войската на болярина Акинф, изпратен от княз Михаил Тверски, съперник на Юрий за титлата велик княз.
| „ | И бысть ему весть тайно изо Твери, яко хотят на него изгоном прийти ратью тверичи к Переславлю; он же укрепи всех своих бояр и переславцев, и к Москве посла совокупляа рать. И прииде на него изгоном под Переславль боярин тверьский Акинф... И выиде противу его князь Иван Данилович, с ним же пере-славьская рать единомыслено бе и крепко стоаше, к тому же приспела и московьская рать, и бишася зело крепко, и поможе Бог великому князю Ивану Даниловичю, и убиен бысть тут под Переславлем Акинф и зять его Давид, и много тверич избиено бысть ту; а дети Акинфовы Иван да Федор вмале убежаша во Тверь, и бысть в Твери печаль и скорбь велиа, а в Переславле веселие и радость велиа. | “ |

През 1310/1311 г. Калита представлява Москва на църковния събор в Переславъл Залески, разглеждащ обвинения срещу всеруски митрополит Петър. Петър е обвинен от тверската делегация основно в симония. След силната подкрепа от страна на московската делегация, главата на руската църква е оневинен.

В годините 1315 – 17. Калита управлява Москва в отсъствието на Юрий и посреща тържествено, дошлият на посещение в града митрополит Петър през 1316 г. На следващата година е изпратен заедно с татарския велможа Телебуг да преговаря с новгородците за съвместни действия срещу Твер. През 1320 г. придружава Юрий в похода му срещу Рязан.
| „ | Ходи князь Юрьи ратью с братом Иваном на Рязань на князя Ивана Ростиславьского, и докончаша мир. | “ |

## Управление

### Московски княз
В 1320 – 21 г. Калита за пръв път посещава Ордата. Вероятно започва да управлява в Москва от 1322 г., като се утвърждава на престола след смъртта на Юрий през 1324 г. (1325 г.).
Важен момент е трайното установяване на всеруския митропилит Петър в Москва след 1322 г. Приет гостоприемно от Калита, митрополита е настанен в специално изградена за него резиденция в източната част на града. След смъртта на Петър на 21 декември 1326 г. е погребан тържествено в новостроящия се Успенски събор. По-късно Калита издейства неговото канонизиране.

Есента на 1327 г. Калита и княз Александър Суздалски начело на монголска армия са изпратени да възстановят реда в Твер, след като в града е избит монголския отряд предвождан от Чолхан, братовчед на хана. Бунтът е потушен и тверския княз Александър Михайлович бяга в Псков.
| „ | С ними же Иван Московский грядяше и вож им на грады тверскыа бываше | “ |

### Велик княз
През 1328 г. хан Узбек решава да раздели земите на Владимирското велико княжество между Иван Калита и Александър Суздалски, като и двамата са удостоени с титлите велик княз. На Калита са дадени Кострома, Новгород и част от Ростовското княжество а на Александър – Владимир и Нижни Новгород. За княз на Твер е поставен Константин Михайлович, брат на Александър Михайлович. Същата година Калита купува правото за владеене на ростовските уделни княжества Белоозеро, Углич и Галич (близо до Кострома). Вероятно купува ярлък (грамота) и за Дмитровското княжество.
През 1328 г. след хански ярлък и покана от страна на Калита главата на руската църква митрополит Теогност установява резиденцията си за постоянно в Москва. Същата година Калита омъжва дъщеря си Мария Ивановна за княза на Ростов Константин Василевич.
След бягството на Александър Михайлович в Псков, монголите настояват за неговото явяване на съд в столицата Сарай. Неговият отказ принуждава великите князе Иван Калита и Александър Суздалски да организират поход срещу Псков в началото на 1329 г. Пристигайки в Новгород Калита изпраща посолство при Александър Михайлович, но той отказва да се предаде. Същевременно на 26 март Калита е коронясан официално за новгородски княз от архиепископ Моисей. Безплодните преговори с Александър принуждават Калита да се обърне за съдействие към новоизбрания всеруски митр. Теогност. По негова молба Теогност отлъчва от църквата Александър и жителите на Псков, заради това че дават убежище на тверския княз. Тези събития и наближаващата вражеска войска карат Александър Михайлович да избяга в Литва. При Калита са изпратени псковски пратеници, които предлагат сключването на мирен договор. Сключеният т.нар. Болотовски договор установява „вечен мир“ между Псков и Новгород, като псковци се задължават да не избират князе от Литва за свои управители.

Също така на Калита му е даден ярлък за събирането на ординския данък от другите князе. След смъртта на Александър Суздалски през 1331 г. (1332 г.) Иван Калита става велик княз („велик княз владимирски и на цяла Рус") еднолично и запазва титлата до смъртта си през 1340 г. (1341 г.). Мести резиденцията на великите князе от Владимир в Москва. 
| „ | Того же лета седе Иван Данилович на великом княжении всея Руси и быстъ оттоле тишина велика на 40 лет и престаша погании воевати Русскую землю и заклати христиан, и отдохнуша и починуша христиане от великиа истомы многыа тягости, от насилиа татарского, и бысть оттоле тишина велика по всей земли. | “ |

През 1332 г. между Калита и Новгород възниква конфликт поради нежеланието на новгородци да заплатят целия дължим данък (т.нар. закамское серебро) на монголите. На следващата година великия княз отзовава наместника си от Новгород заради преговори на местните с литовците. През зимата на 1333 – 34 г. Калита жени първородния си син Симеон за Айгусте (Анастасия), дъщеря на литовския велик княз Гедимин. С тази сватба Калита стабилизира отношенията си с Литва, разклатени предишната година, поради литовския опит за влияние в Новгород. През 1334 г. след преговори новгородците се съгласяват да заплатят дължимия данък. На 16 февруари 1335 г. Калита е посрещнат тържествено в Новгород от архиепископ Василий Калика.
През 1337 г. Александър Михайлович е реабилитиран от хан Узбек и отново заема княжеския престол в Твер. Тези събития карат Калита да посети Сарай в зимата на 1336 – 37 г. в опит да промени ханското решение по отношение на неговия дългогодишен враг. Поради не добре подплатените финансово негови претенции, усилията му остават безрезултатни. В 1337 г. стремейки се да осигури допълнително пари Калита отново предявява претенции за неизплатен данък от новгородци. Дори отзовава наместника си, но този път усилията му остават безрезултатни. Чак през 1339 г. притиснатите от шведите новгородци решават да изпратят дължимото на Калита. На следващата година сина му Симеон пристига с войска в Торжок, край Новгород и принуждава новгородци да платят данъка.
Постепенно около Александът Михайлович се събират всички недоволи от Калита, в това число и бъдещите му зетове – Василий Ярославълски и Фьодор Белоозерски. Виждайки че срещу него постепенно се оформя коалиция, през 1339 г. Калита отива в ордата и успява да убеди монголите, в това че Александър Михайлович е предател. След организират съд, на който тверския княз е обявен за виновен, хана нарежда да го убият. Също така при това посещение Калита представя за утвърждение завещанието си. В него той разделя Москва и територията и между тримата си синове (Симеон, Иван и Андрей), като само дава препоръка Симеон да има старшинство над братята си. В това завещание за пръв път се споменава термина „поместие".
През 1339 г. омъжва дъщерите си Евдокия Ивановна и Феодосия Ивановна съответно за Василий Ярославълски и Фьодор Белоозерски (загинал в битката на Куликовското поле).
След смъртта си на 31 март 1340 г. (1341 г.) е наследен от синовете си въпреки несъгласието на князете на Твер, Белоозеро, Ярославъл и Суздал. Симеон получава градовете Можайск и Коломна, Иван – Звенигород и Руза (погранични земи с Твер) а Андрей – Серпухов и Лопастна (приокски земи).

## Демографска политика и строителна дейност
При Калита има процес на заселване на хора в обезлюдените след монголското нашествие земи. Откупува от монголите пленени руси и ги заселва в земите си.

Каменното строителство в Москва води началото си от управлението на Калита. По инициатива на княза и пребиваващия в Москва митр. Петър през 1325 г. (1326 г.) започва изграждането на църквата „Свето Успение Богородично" (Успенски събор). Съборът е осветен на 4 август 1326 г.
| „ | Аще мене, сыну, послушавши и храм Пресвятое Богородици въздвигаеши в своем граде, и сам прославившися паче инех князий, и сынове и вьнуци твои в роды, и град сей славен будет во всех градех Русских, и святители поживут в нем, и възыдут „рукы его на плеща враг его“, и прославиться Бог с нем. | “ |

.
При Калита е построена нова крепостна стена от дъб (1339 г.), обграждаща Московския Кремъл. Освен Успенския събор са изградени и каменните църкви Св. Иван Лествичник и Св. Архангел Михаил (Архангелски събор), както и Спаския манастир (с църквата Св. Спас). Строителството на Св. Иван Лествичник започва на 21 май 1329 г., като църква е осветена на 1 септември същата година. На 10 май 1330 г. започва строителството на Спаския манастир. На 20 септември 1333 г. митр. Теогност освещава новопостроената московска църква Св. Архангел Михаил.

## Семейство
Първата съпруга на Иван Калита се нарича Елена. Вероятно е дъщеря на княз Александър Глебович Смоленски. Тя му ражда син Симеон на 17(7) септември 1317 г. На 11 декември 1319 г. се ражда вторият му син Дмитрий. Починалият рано син Даниил се ражда през 1320 г. а Иван на 30 март 1326 г. Синът му Андрей се ражда на 4 юли 1327 г. и е кръстен в чест на Св. Андрей Критски. Дъщеря му Евдокия умира през 1342 г. Княгиня Елена умира на 1 март 1331 г. и е погребана в Спаския манастир. През 1332 г. Калита се жени за Уляна, която му ражда две дъщери – Мария и Феодосия.

### На български език
- Андреев, Й. Андрей Андреев, Великите князе, царе и императори на Русия, Велико Търново, Изд. „Абагар". 2001. ISBN 954-427-446-4
- Моряков, В.И. История на Русия IX-XVIII век, С., Изд. „Парадигма". 2007. ISBN 978-954-326-059-1
- Мякотинъ, В.А. История на Русия отъ IX до XVIII вѣкъ, С., Придворна печатница, 1937.
- Колектив. История на Русия: От най-древни времена до наши дни, С., Кн. къща „Труд". 2002, ISBN 954-528-338-6
- Рязановски, Н. История на Русия, С., Изд. къща „Кама". 2008. ISBN 978-954-9890-61-7
- Шмурло, Е.Ф. История на Русия IX-XX век, С., Изд. „Рива". 2008. ISBN 978-954-320-151-8

### На руски език
- Борисов, Н.С. Иван Калита, Москва, Изд. „Молодая гвардия". 1995. ISBN 5-235-02263-7
- Валеров, А.В. Новгород и Псков: Очерки политической истории Северо-Западной Руси XI-XIV веков, Санкт Петербург, Изд. „Алетейя". 2004. ISBN 5-89329-668-0
- Гумилёв, Л. От Руси к России, Москва, Изд. АСТ. 2002. ISBN 5-17-012202-0
- Колектив. История России с древнейших времен до 1861 года, Москва, Изд. „Высшая школа". 1996. (под общата редакцията на Н.И. Павленко) ISBN 5-06-003343-0
- Кореневский, А.В. Русь Владимиро-Суздальская. От Андрея Боголюбского до Василия Темного. – Виж: История России (IX-XX вв.), Москва-Ростов на Дон, Гардарики-МарТ. 1999. ISBN 5-8297-0006-9
- Колыванова, М. Московия XIV-XV вв., Москва, ОЛМА Медиа Групп. 2010. ISBN 978-5-373-03053-3
- Кузьмин, А.Г. История России с древнейших времен до 1618, Кн.2, Москва, ГИЦ „Владос". 2004. ISBN 5-691-01049-2
- Петрушко, В.И. История Русской Церкви с древнейших времен до установления патриаршества, Москва, Изд. ПСТГУ. 2007. ISBN 5-7429-0199-2
- Флоря, Б.Н. Русские княжества в эпоху монгольского владычества. Возрождение русской государственности. – Виж: История Руссии с древнейших времен до конца XVII века, Москва, Изд. „Ексмо". 2010. (под общата редакцията на Л.В. Милов) ISBN 978-5-699-19820-7

### На английски език
- Hosking, G. Russia and the russians. A history, Cambridge (Massachusetts), The Belknap press, 2003. ISBN 0-674-01114-7

- Martin, J. North-eastern Russia and the Golden Horse (1246 – 1359). – Виж: The Cambridge history of Russia, Vol. 1 – From Early Rus to 1689, Cambridge, Cambridge university press, 2006. (под общата редакция на Морин Пери) ISBN 978-0-521-81227-6
- Martin, J. Medieval Russia, 980 – 1584, Cambridge, Cambridge University Press. 2007. ISBN 978-0-521-85916-5